# Лукомский, Илья Генрихович
Илья́ Ге́нрихович Луко́мский (1893—1958) — советский учёный и педагог, хирург и стоматолог, доктор медицинских наук (1935), профессор (1927). Заслуженный деятель науки РСФСР (1947).

## Биография
Родился 14 июня 1893 года в Варшаве, в еврейской семье. Отец, Генех (Генрик) Яковлевич Лукомский (1858—1906) умер, когда сыну было 13 лет. Племянник доктора медицины, гигиениста Меера Яковлевича Лукомского.
В 1914 году призван в ряды Русской императорской армии, участник Первой мировой войны. С 1917 по 1922 год обучался на медицинском факультете Московского университета, ученик известного хирурга П. А. Герцена.
С 1922 по 1930 год на научно-педагогической работе на медицинском факультете Московского университета в должностях: ординатор и ассистент кафедры пропедевтической хирургии, с 1926 по 1930 год — профессор и заведующий кафедрой хирургии челюстей и полости рта с одонтологической клиникой.
Одновременно с педагогической деятельностью в Московском университете, с 1926 по 1952 год работал в Первом Московском государственном медицинском институте в должностях профессора и заведующего кафедрой стоматологии. В 1941 году был с инститом эвакуирован в Уфу.

### Научно-педагогическая деятельность
Основная научно-педагогическая деятельность И. Г. Лукомского была связана с вопросами в области стоматологии и хирургии, в том числе травм челюстно-лицевой области, одонтогенных опухолей и остеомиелитов, туберкулеза и болезней слизистой оболочки полости рта и ротового сепсиса. Под руководством И. Г. Лукомского был разработан метод профилактики зубного кариеса зубов путём общего и местного применения фтористого натрия. И. Г. Лукомский являлся членом Технического совета Министерства здравоохранения СССР, с 1924 года — членом Правления, а с 1939 года — председателем Московского стоматологического общества. Он являлся так же почётным членом Парижского общества зубных врачей (Франция) и членом Международной зубоврачебной академии (США).
В 1935 году защитил диссертацию на соискание учёной степени доктор медицинских наук, в 1927 году ему было присвоено учёное звание профессор. Под руководством И. Г. Лукомского было написано более ста семидесяти трёх научных трудов, в том числе шести монографий и двух учебников. Под его руководством было подготовлено три докторские и двадцать две кандидатские диссертации. С 1940 года он являлся ответственным редактором научно-медицинского журнала «Стоматология». Он являлся редактором редакционного отдела «Стоматология» первого и второго издания Большой медицинской энциклопедии.
Скончался 16 декабря 1958 года в Москве.

## Семья
Брат — Леопольд Генрихович Лукомский (1898—1962), композитор и пианист, профессор.
Сын — Генрих Ильич Лукомский (1923—2000), торакальный хирург, доктор медицинских наук, профессор.